# Конопёлки
Конопёлки — деревня в Кашинском районе Тверской области входит в Барыковское сельское поселение. Ближайший населённый пункт деревня Щёкотово.
Дорога, соединяющая деревню с соседними населенными пунктами не имеет асфальтового покрытия, что вызывает трудности в путевом сообщении в осенний и весенний периоды. По состоянию на 2008 год население деревни составляет 32 жителя.

## Галерея

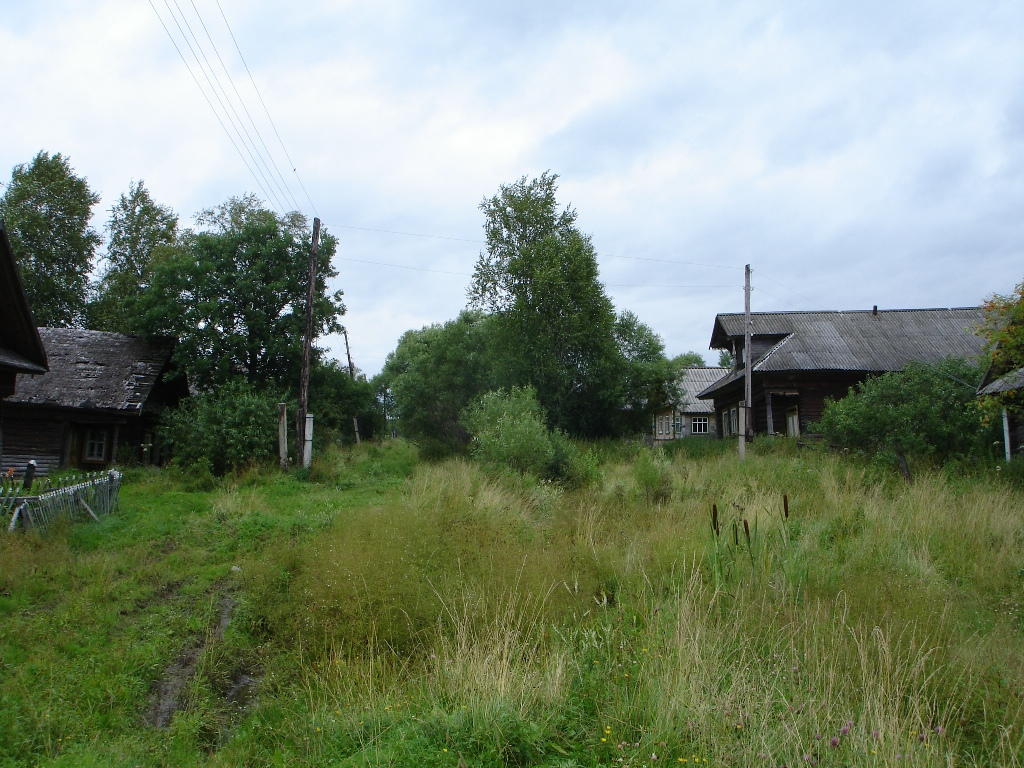
Деревня Конопёлки
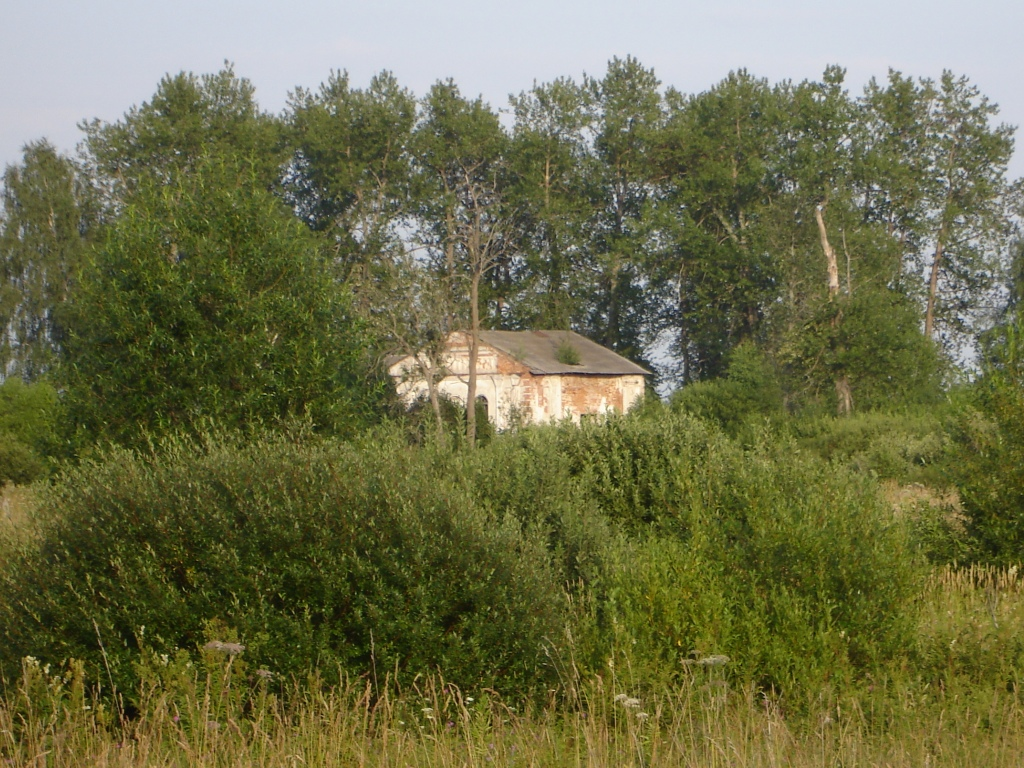
Заброшенная церковь Иоанна Богослова[1] в деревне Конопёлки